# Edle Steckmuschel
Die Edle Steckmuschel, oder auch Große Steckmuschel (Pinna nobilis), ist eine Muschel-Art aus der Familie der Steckmuscheln (Pinnidae). Mit einem Gehäuse, das bis zu 1,2 Meter Länge erreicht, gehört sie zu den größten Meereswasser-Muschelarten weltweit; gewöhnlich ist sie jedoch deutlich kleiner (60 bis 90 cm). Die Art ist vom Aussterben bedroht.

## Merkmale
Das gleichklappige große bis sehr große Gehäuse der Edlen Steckmuschel ist fächerförmig oder paddelförmig mit einem zugespitzten vorderen Ende und einem abgestutzten oder flach-halbkreisförmigen Hinterende. Es wird 60 bis 90 cm lang (ausnahmsweise bis 120 cm). Die kleinen Wirbel sitzen am äußersten vorderen Ende. Ventral- und Dorsalrand verlaufen gerade. Das Gehäuse klafft am Hinterende, der Spalt kann aber durch die Schließmuskel fast geschlossen werden, da die Schale geringfügig flexibel ist. Das Gehäuse ist im Verhältnis zur Breite recht flach (etwa dreimal so breit wie dick). In der Gehäusemitte erstreckt sich ein Grat vom Vorder- zum Hinterende, im Querschnitt ist das Gehäuse dann oft rhombisch. Das Schloss ist zahnlos. Das Ligament ist sehr lang, liegt in einer Rinne (subintern) und erstreckt sich fast über den gesamten Dorsalrand. Der Byssus ist kräftig ausgebildet.
Die mineralische Schale ist dünn, oft transparent und etwas flexibel. Sie besteht aus der inneren aragonitischen Perlmutt-Schicht und einer äußeren kalzitischen Prismenlage. Innen glänzt die Schale oft leicht rötlich. Die Ornamentierung auf der Außenseite besteht aus etwa 20 vom Vorderende ausgehenden Rippen, auf denen Schuppen oder kurze hohle Stacheln sitzen. Bei großen Exemplaren können die Rippen auch fehlen oder sich allmählich verlieren. Bei juvenilen Tieren und auf dem juvenilen Anteil erwachsener Tiere kann auf dem vorderen Teil des Gehäuses auch eine kräftige Anwachsstreifung beobachtet werden. Das organische Periostracum ist hornfarben, orangebraun, rotbraun oder fleischfarben. Durch die ständige Korrosion des im Sediment steckenden Vorderendes kann das äußerste vordere Ende verloren gehen. Die entstehende Lücke wird mit Querwänden (Septen) versiegelt, und der vordere Schließmuskel rückt etwas in Richtung des Hinterrandes.
Der vordere Schließmuskel ist recht klein, der hintere Schließmuskel recht groß. Er liegt, bezogen auf die Gehäusebreite etwas ventral, bezogen auf die Gehäuselänge und Lebensposition noch in der unteren Gehäusehälfte.
Rechte und linke Klappe des gleichen Tieres:

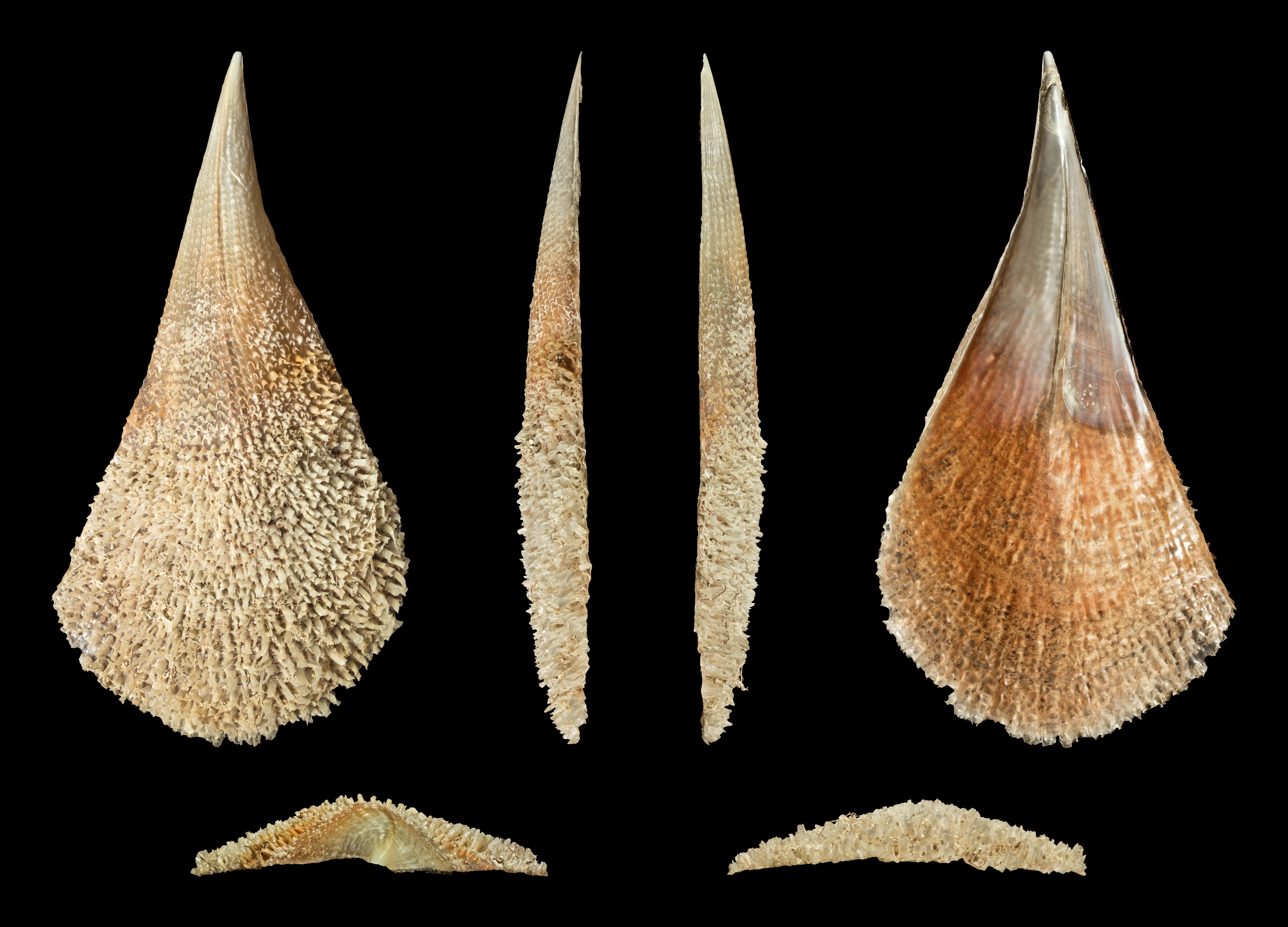
Rechte Klappe
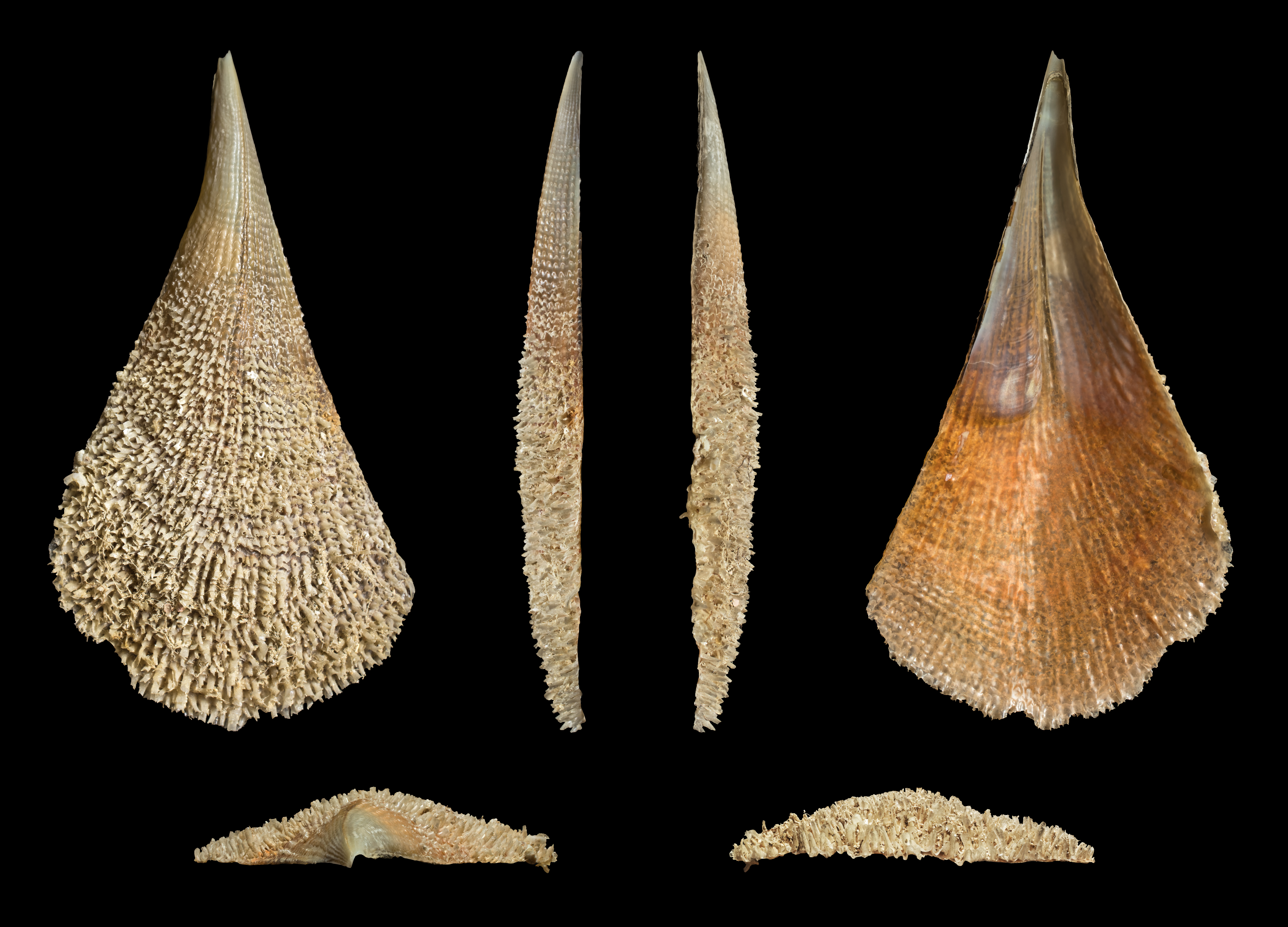
Linke Klappe

## Vorkommen

### Geografische Verbreitung, Lebensraum und Lebensweise
Das Verbreitungsgebiet der Edlen Steckmuschel erstreckt sich über das gesamte Mittelmeer. Sie lebt meist in küstennahen, sandigen Seegraswiesen (Zostera- und Posidonia-Gemeinschaften) in drei bis zehn Metern Wassertiefe. Sie kann aber auch in größeren Tiefen (bis etwa 60 m) vorkommen. Die Tiere stecken aufrecht mit der Spitze im Sediment. Das Gehäuse ragt dabei zu etwa einem bis zwei Dritteln aus dem Sediment heraus. Sie verankert sich mit Byssusfäden an Steinchen, Schalenbruchstückchen oder den Rhizomen der Seegräser im sandigen Meeresboden. Die bis zu 20 cm langen Fäden entstehen aus dem eiweißhaltigen Sekret einer Drüse am Fuß der Tiere (Byssusdrüse), die bei Kontakt mit dem salzigen Wasser zu festen Fäden erstarren; sie sind äußerst fein und reißfest (siehe Byssus). Die Edle Steckmuschel filtert Plankton aus dem Wasser. Sie benötigt sauberes Wasser, gute Lichtverhältnisse und eine gleichmäßige, leichte Strömung.

### Seltenheit und Schutz
Durch Überfischung sowie die Verschmutzung der küstennahen Bereiche des Mittelmeeres ist die früher häufig vorkommende Edle Steckmuschel selten geworden. Seit 2016 findet ein Massensterben der Art statt, das von Haplosporidium pinnae, einem Vertreter der einzelligen, parasitischen Haplosporidia, verursacht wird und zum Einbruch von 80–100 % der betroffenen Populationen führte.
Die Rote Liste gefährdeter Arten listet die Art als vom Aussterben bedroht (Critically Endangered). In der gesamten Europäischen Union ist sie daher unter strengen Schutz gestellt.

## Fortpflanzung
Der Lebenszyklus der Edlen Steckmuschel ist bisher nur ungenügend erforscht. Die Tiere sind protandrische Hermaphroditen, in der Regel jedoch Männchen oder Weibchen, echte Zwitter kommen nur selten vor. Weibliche Tiere bilden sich erst ab einer Gehäusegröße von 44,5 cm und darüber. Die Tiere können ihr Geschlecht innerhalb weniger Tage wechseln; auch größere Weibchen können wieder Männchen werden. Bei Experimenten im Labor gaben die Weibchen nach einem Temperaturschock im Durchschnitt über 725.000 Eier in das freie Wasser ab, wo diese künstlich befruchtet wurden. Die Eier haben einen Durchmesser von etwa 50 µm. Erst einen Tag nach der Befruchtung wurden schwimmende Larven beobachtet, was darauf hindeuten könnte, dass die Eier unter natürlichen Bedingungen im Mantelraum der Weibchen befruchtet werden und die Larven bis zur Schwimmfähigkeit zwischen den Kiemen zurückgehalten werden. Bei einigen Exemplaren konnte innerhalb weniger Tage ein erneutes Ablaichen beobachtet werden. Nach zwei Tagen hatten die Larve das planktotrophe Veliger-Stadium erreicht; der D-förmige Prodissoconch war ausgebildet worden. Die Larven konnten bis zu 25 Tage am Leben gehalten werden. Allerdings hatte schon vorher eine vermutlich bakterielle Infektion die Vela zerstört und die Larven konnte nicht mehr fressen. In der Natur gehen die Larven nach etwa fünf bis zehn Tagen zum Bodenleben über und bilden sich zur Jungmuschel um. Die Jungmuscheln wachsen dann mit bis etwas über zehn Zentimetern pro Jahr sehr rasch und erreichen mit etwa vier Jahren die Geschlechtsreife und eine Gehäusegröße von etwas über 40 cm. Danach verlangsamt sich das Wachstum mit etwa drei Zentimetern pro Jahr. Sie können mehr als 25 Jahre alt werden.

## Taxonomie
Das Taxon wurde 1758 von Carl von Linné vorgeschlagen. MolluscaBase verzeichnet zahlreiche Synonyme: Pinna aculeatosquamosa Martens, 1866, Pinna cornuformis Nardo, 1847, Pinna ensiformis Monterosato, 1884, Pinna gigas Röding, 1798, Pinna incurvata Born, 1778, Pinna nigella Gregorio, 1885, Pinna nobilis var. aequilatera Weinkauff, 1867, Pinna nobilis var. dilatata Pallary, 1906, Pinna nobilis var. gangisa de Gregorio, 1885, Pinna nobilis var. intermilla de Gregorio, 1885, Pinna nobilis var. latella de Gregorio, 1885, Pinna nobilis var. magus de Gregorio, 1885, Pinna nobilis var. nana Pallary, 1919, Pinna nobilis var. pisciformis de Gregorio, 1885, Pinna nobilis var. polii Bucquoy, Dautzenberg & Dollfus, 1890, Pinna nobilis var. rarisquama Bucquoy, Dautzenberg & Dollfus, 1890, Pinna obeliscus Martens, 1866, Pinna squammosa Requien, 1848 und Pinna squamosa Gmelin, 1791.

## Meeresfrucht und sonstige Nutzung
Die Edle Steckmuschel ist eine essbare Muschel. Früher wurde sie mit speziellen Fangeisen gefangen und als Meeresfrucht verzehrt. In Griechenland wurden die Schließmuskeln (von mehreren Muscheln) auf Holzspieße gesteckt und gegrillt oder die ganze Muschel (ohne Schale) mit Mehl bestäubt und in Olivenöl gebraten. Heute ist sie geschützt und darf nicht mehr gefangen werden.
Aus den golden schimmernden Byssusfäden der Muschel wurde seit der Antike Muschelseide hergestellt, die bis ins Mittelalter und frühe Neuzeit hinein als äußerst kostbarer Stoff begehrt war. Eine Muschel liefert(e) nur etwa ein bis zwei Gramm Rohbyssus, ungefähr 20.000 sehr feine, bis 25 cm lange Fäden. Für ein Kilogramm reine Muschelseide war die Ernte von bis zu 4000 Tieren nötig. Die Muschelseide ist glänzend und kann nur mit Schwierigkeiten gefärbt werden. Wahrscheinlich wurde das Handwerk der Muschelseidenspinnerei von den Phöniziern nach Sardinien gebracht. An den mittelalterlichen Fürstenhöfen schätzte man die von goldglänzenden Seidenfäden durchzogenen Muschelprodukte. In der Neuzeit hatte sie ihren Höhepunkt im 18. und 19. Jahrhundert.

„Ich zog alsbald meine Byssuskleider an. Ueber die Beschaffenheit dieses Stoffes machte Conseil öfters seine Bemerkungen. Ich belehrte ihn nun, daß er aus den glänzenden seidenartigen Fasern gemacht sei, womit eine Art an den Ufern des Mittelländischen Meeres sehr häufiger Muscheln an die Felsen geheftet ist.“

## Symbiose
Die Edle Steckmuschel beherbergt öfter als Symbionten kleine Zehnfußkrebse der Arten Pontonia pinnophylax oder Nepinnotheres pinnotheres im Mantelraum. Sie wurden früher Muschelwächter genannt.

## Trivia
1970 gab die algerische Post eine Briefmarke heraus, die die Edle Steckmuschel in Lebendstellung zeigt. Die kroatische Post gab 1997 in einer Briefmarkenserie zur heimischen Fauna ebenfalls eine dementsprechende Briefmarke aus.

## Belege

### Online
- Encyclopedia of Life
- La Grande Nacre de Méditerranée: Pinna nobilis L. (1758) - Website gewidmet der Edlen Steckmuschel (frz.)